# 唐少杰
唐少杰（1959年—），山東濟南人，清华大学哲学系教授。

## 生平
1959年生于山東濟南，1976年中学毕业后上山下乡。1978年2月考入山东大学哲学系，1982年入武汉大学哲学系攻读硕士，1985年7月获硕士学位后在清华大学任教。2002年8月至2003年7月为哈佛燕京学社访问学者。2010年8月至12月为瑞典隆德大学语言与文学研究中心访问教授。

## 学术
唐少杰的研究领域之一是马克思主义哲学史，另一是文化大革命史。 他认为，文革期间的“教育革命的实质是蒙昧主义，带来的是窒息精神，禁锢思想，扼杀教育，破坏教学，是一场教育的大倒退，甚至是一场文明的大反动。”

## 作品

### 著作
- 《哲学中革命变革的实现》（中央民族学院出版社， 1993年）
- 《实践的哲学和哲学的实践》（河北大学出版社，2003年）
- 《一叶知秋——清华大学1968年“百日大武斗”》

### 译著
- 《文化和价值》（清华大学出版社，1987年）
- 《形而上学的恐怖》（三联书店，1999年）
- 《社会理论和社会结构》（译林出版社，2006年）
- 《社会学的理论逻辑》第一卷（合译）（商务印书馆，2008年）
- 《毛泽东最后的革命》（合译）